# Superman/Batman: Apocalypse
Superman/Batman: Apocalypse es una película de animación directa a vídeo basada en el cómic Superman/Batman "La Superchica de Krypton" y es una secuela directa de Superman/Batman: Enemigos Públicos. El estilo de arte de la película está inspirado en el dibujo que Michael Turner realizó en el cómic. La película es la novena en la alianza de DC Universe Animated Movies original producida por Warner Premiere y Warner Bros Animation, además es la primera secuela en línea directa. Fue lanzada el 28 de septiembre de 2010. La película está protagonizada por Tim Daly, como Clark Kent/Superman, Kevin Conroy como Bruce Wayne/Batman, Andre Braugher como Darkseid, Summer Glau como Kara Zor-El / Supergirl, Susan Eisenberg como la princesa Diana/Mujer Maravilla, y Ed Asner como la Dulce Abuelita.

## Argumento
Unas semanas después del arresto de Lex Luthor, el juicio político en su contra y el éxito de Batman en salvar el mundo por el impacto de un meteorito, una misteriosa nave espacial de apariencia Kryptoniana aterriza forzosamente en el puerto de Gotham City, en la cual traía consigo a una chica completamente desnuda y sin ningún tipo de conocimiento de inglés ni de ningún otro idioma humano. A su llegada, accidentalmente provoca todo tipo de estragos, debido a que no controla sus superpoderes de Kryptoniana, hasta que Superman se aparece en la escena para apoyar y ayudar a salvar a la ciudad de los diferentes percances que la chica provocó sin dejar ninguna víctima fatal, por otro lado Batman finalmente la detiene con un pedazo de kriptonita que encontró previamente en la nave de la joven y esta última se cae inconsciente en el suelo. Poco después, Batman traslada a la misteriosa chica hasta la Baticueva en donde trata de analizar su ADN, para descubrir quien es en realidad y durante el análisis concluye que esta chica no pertenece al planeta Tierra, sin embargo en medio del análisis la chica, aun estando desnuda se despierta y se libera de sus ataduras y ataca inconscientemente al murciélago con sus rayos ópticos, los cuales destruyen la computadora de la Baticueva, pero esta rápidamente se detiene, ya que esta aun no puede controlar bien sus poderes y rápidamente empieza a levitar hacia arriba, sin embargo Superman se aparece en la escena y la sujeta de su pierna y la detiene en pleno vuelo, con quien rápidamente logra comunicarse en el lenguaje Krytoniano y le presta su capa para que se cubra, donde también descubren que esta misteriosa chica en realidad se llama Kara Zor-El del planeta Krypton, la sobrina de Jor-El y por consiguiente la prima biológica de Superman, por otro lado Batman en tono sarcástico le menciona al hombre de acero que su prima Kara destruyo $50,000 dólares en maquinaria de aduanas, pero Superman le contesta al murciélago que le envié la factura de los daños, pero este le menciona en tono sarcástico diciendo: "¿Con un sueldo de periodista? Seguro". Momentos después, Kara es llevada a la Fortaleza de la Soledad donde Superman y Batman analizan la nave en la que llegó Kara, para tratar de averiguar cuál es el propósito de su inesperada llegada al planeta Tierra, pero en ese momento Kara se aparece en donde están ambos héroes y les menciona que algo la esta intentando atacar, pero resulta que solo se trataba de Krypto, el perro de Superman, el cual no parece agradarle del todo la presencia de Kara hasta que Superman lo tranquiliza y le ordena a su perro que la deje en paz. Unas horas más tarde, Superman lleva a su prima Kara al centro de Metrópolis y le enseña a hablar el Inglés y a cómo comportarse en la sociedad terrícola, por otro lado Batman no confía del todo en la joven Kryptoniana, ya que su inesperada llegada al planeta Tierra lo hace creer que hay algo muy sospechoso en todo este asunto. Posteriormente y alertadas por Batman, la Mujer Maravilla, Lyla y otras amazonas le tienden una emboscada Clark Kent y a Kara en el parque de Metropolis y se llevan a Kara hacia Themyscira, creyendo que si entrena con las amazonas aprenderá a como controlar sus poderes con moderación, cosa que Superman acepta a regañadientes, pero aun así prefiere supervisar a Kara por sí mismo. Mientras tanto en el planeta Apokolips, Darkseid se entera de la presencia de Kara en la Tierra y ordena que la secuestren y que la lleven a Apokolips como una posible candidata para dirigir a sus furias femeninas desde que Big Barda las abandonó.
Mientras que Batman y Superman supervisan el entrenamiento de Kara en Themyscira, una horda de clones de Doomsday llegan a la isla en busca de la chica. Superman, la Mujer Maravilla y el ejército del Amazonas lucha contra los clones, hasta que Superman vaporiza a todos con un solo disparo de su visión de calor. Luego Batman descubre que Kara ha desaparecido, y que Lyla, su amiga, que se encontraba con ella, ha sido asesinada mientras trataba de evitar el secuestro de Kara. Angustiado, Superman jura venganza.
Batman, Superman y la Mujer Maravilla localizan y reclutan a Big Barda, una furia desertora de las filas de Darkside que ahora vive en la Tierra en un vecindario suburbano, para que esta con sus conocimientos los ayude a llegar a Apokolips sin ser detectados por Darkseid. Una vez allí, Superman se dirige hacia el palacio de Darkseid, mientras que la Mujer Maravilla y Barda van por las alcantarillas directamente hacia la arena de lucha, donde son emboscados por la Abuelita y las furias femeninas. Después de una larga lucha, la Abuelita y las Furias son sometidas. Batman, por su parte, hace su camino bajo tierra y encuentra el centro del Infierno, la fuente de los fogones en Apokolips, y los activa. Superman se encuentra con Darkseid, quien le enseña a una Kara completamente distinta, ya que le ha lavado el cerebro. Kara comienza a atacar a Superman alrededor de todo el palacio, hasta que Batman confronta a Darkseid, y le informa que ha activado varias bombas dentro de la cámara de almacenamiento de las esporas infernales, las cuales pueden destruir todo Apokolips. Batman le da un Ultimátum a Darkseid: O libera a Kara y le promete dejarla en paz, o él activaría las bombas y destruiría Apokolips. Intrigado, Darkseid, admite su admiración por las tácticas de Batman, reconociendo que ni Superman, ni la Mujer Maravilla tienen la "fuerza de carácter" para destruir un planeta entero. Superman se las arregla para derrotar a Kara. Barda y la Mujer Maravilla llegan y le arrojan a la Abuelita a Darkseid. Derrotado, Darkseid les permite abandonar Apokolips.
De vuelta a su vida normal, Clark decide llevar a Kara a conocer a sus padres adoptivos en Smallville. Sin embargo, son emboscados por Darkseid, quien los estaba esperando para matar a Superman. El villano había prometido dejar en paz a Kara, pero no a Superman o la Tierra. Superman es lanzado a la órbita por los rayos Omega de Darkseid, dejando solo a Kara para hacerle frente a Darkseid. Tras una larga batalla Darkseid finalmente vence. Superman se recupera y regresa a la Tierra para hacerle frente al villano de nuevo. Él héroe le da una paliza a Darkseid usando una combinación de rayos de calor y super velocidad. Darkseid agarra a Superman y comienza a atacarlo con rayos Omega. 
Cuando la piel de Superman comienza a brillar al rojo vivo en el asalto, Kara utiliza la Caja de teletransportación de Darkside y activa un tubo boom detrás del villano. Superman usa la distracción momentánea a su favor y lo empuja a través del vórtice. Mientras que Superman anticipa un eventual retorno de Darkseid desde Apokolips, Kara le informa que ella cambió las coordenadas de la caja hacia un punto al azar en el espacio, dejando a Darkseid flotando y congelado sin rumbo alguno.
Después de haber salvado la vida de su primo y encontrar su lugar en la Tierra, Kara decide usar sus poderes para luchar por el altruismo con el alias de Supergirl. Ella se despide con el aplauso de la Mujer Maravilla, las amazonas y del mismo Batman, quien al parecer ahora si parece haber aceptado a la Krytoniana. Finalmente la película finaliza cuando Superman y Supergirl se van volando desde Themyscira hacia la ciudad de Metropolis.

## Reparto y Doblaje
| Personaje                        | Actor original    | Actor de doblaje   |
| -------------------------------- | ----------------- | ------------------ |
| Clark Kent / Superman            | Tim Daly          | Luis Miguel Pérez  |
| Bruce Wayne / Batman             | Kevin Conroy      | Héctor Indriago    |
| Darkseid                         | Andre Braugher    | ¿?                 |
| Kara Zor-El / Superchica         | Summer Glau       | María José Estévez |
| Princesa Diana / Mujer Maravilla | Susan Eisenberg   | Marycel González   |
| Dulce Abuelita                   | Edward Asner      | Jesús Rondón       |
| Big Barda                        | Julianne Grossman | Anna Bucci         |
| Lyla                             | Rachel Quaintance | Aura Caamaño       |
| Guillotina                       | Salli Saffioti    | Rebeca Aponte      |
| Artemisa                         | Rachel Quaintance | Lileana Chacón     |
| Stompa                           | Andrea Romano     | Lileana Chacón     |
| Vicki Vale                       | Andrea Romano     | Yensi Rivero       |
| Tesoro                           | April Winchell    | Ivette García      |

- Datos: Q3129837